# Andre Stander
Andre Stander (1946.) bio je zapovjednik policijske jedinice CID-a Južnoafričke Republike, on je počeo pljačkati banke 1970ih. Postao je vrlo poznat po tome što je bio glavni u "Stander Bandi".
Andre je ponekad tijekom pauze za ručak pljačkao banke, a potome se vračao na mjesto zločina kao službenik policije.